# Tamiops maritimus
Tamiops maritimus är en däggdjursart som först beskrevs av Bonhote 1900.  Tamiops maritimus ingår i släktet Tamiops och familjen ekorrar. Internationella naturvårdsunionen kategoriserar arten globalt som livskraftig. Inga underarter finns listade i Catalogue of Life. Wilson & Reeder (2005) skiljer mellan fyra underarter.
Arten blir 105 till 134 mm lång (huvud och bål) och därtill kommer en 80 till 115 mm lång svans. Bakfötterna är 25 till 30 mm långa och öronen är 9 till 17 mm stora. Den korta pälsen på ovansidan har en olivgrön-grå grundfärg och undersidan är täckt av ljusbrun päls. På ovansidan förekommer flera längsgående vitaktiga strimmor. Dessutom finns en mer eller mindre tydlig ljus strimma under varje öga.
Denna ekorre förekommer i sydöstra Kina samt i Laos och norra Vietnam. Kanske når arten angränsande områden av Myanmar och Kambodja. Tamiops maritimus hittas även på Taiwan och Hainan. Den lever i låglandet och i bergstrakter upp till 3000 meter över havet. Habitatet utgörs av olika slags skogar.
Individerna klättrar nästan uteslutande i träd och de kan göra långa hopp. Djuret äter bland annat nektar från växten Alpinia kwangsiensis.